# Claudia Moreno
Claudia Moreno (Caracas, 8 novembre 1977) è una modella venezuelana.
È stata la rappresentante ufficiale del Venezuela a Miss Universo 2000, che si è svolto a Nicosia, Cipro il 12 maggio 2000, dove la modella si è classificata al secondo posto, dietro la vincitrice Lara Dutta. In precedenza aveva rappresentato Distretto Capitale al concorso di bellezza nazionale Miss Venezuela 1999, il 10 settembre 1999, dove si era piazzata fra le dieci semifinaliste.